# Dunadd
Dunadd, (em gaélico escocês: Dún Add, 'forte no [rio] Add'), é um castro da Idade do Ferro e de períodos posteriores perto de Kilmartin em Argyll and Bute, Escócia e acredita-se ter sido a capital do antigo reino de Dál Riata.

## Descrição
Dunadd é um penhasco rochoso que pode ter sido anteriormente uma ilha e agora está no interior, perto da rio Add, de onde recebe o seu nome, um pouco ao norte de Lochgilphead (NR 836 936). O terreno adjacente, agora em grande parte recuperado, antigamente era pantanoso e conhecido como o Mòine Mhòr 'Grande Musgo' em gaélico. Isso, sem dúvida aumentou o potencial defensivo do local.

## História
Originalmente habitado na Idade do Ferro, o local se tornou mais tarde a capital dos reis de Dál Riata. É conhecido por suas singulares esculturas em pedra abaixo da área superior, incluindo uma pegada e lavatório que se pensa ter feito parte do ritual de coroação dos reis de Dál Riata. No mesmo afloramento da rocha plana há um desenho de javali no estilo picto, e uma inscrição em ogham. A inscrição é entendida como uma referência a um Finn Manach e está datada do final do século VIII ou depois.
Dunadd é mencionada duas vezes em fontes mais antigas. Em 683 os Anais de Ulster registram: 'O cerco de Dún At e o cerco de Dún Duirn' sem mais comentários sobre o resultado ou participantes. Na mesma crônica a entrada para 736 afirma: "Aengus, filho de Fergus, rei dos pictos, devastou o território de Dál Riata, conquistou Dún At, incendiou Creic e aprisionou dois filhos de Selbach, ou seja, Donngal e Feradach'.
O local foi ocupado depois de 736, pelo menos até o século IX. É mencionado duas vezes em fontes posteriores, sugerindo que reteve alguma importância. Em 1436, está registrado que "Alan, filho de John Riabhach MacLachlan de Dunadd" foi nomeado senescal das terras de Glassary; o principal local de residência dos MacLachlans de Dunadd ficava abaixo do forte. Em junho de 1506, comissários nomeados por Jaime IV, incluindo o conde e o bispo de Argyll, reuniram-se em Dunadd para coletar rendas e resolver disputas.
O local é um sítio arqueológico, sob o cuidado da Historic Scotland, e está aberto ao público (aberto todo o ano; sem cobrar entrada).

## Escavações
Porque Dunadd é mencionado em fontes mais antigas, e é facilmente identificável, tem sido escavado em várias ocasiões (1904-1905, 1929, 1980) e tem um dos conjuntos mais importantes de descobertas de qualquer local do início da Idade Média na Escócia. Os achados variam desde o século VI até o século VIII. Entre eles encontram-se ferramentas, armas, moedores de grãos, cerâmica importada e peças decoradas e moldes para a fabricação de metal fino (especialmente joias).

## Imagens

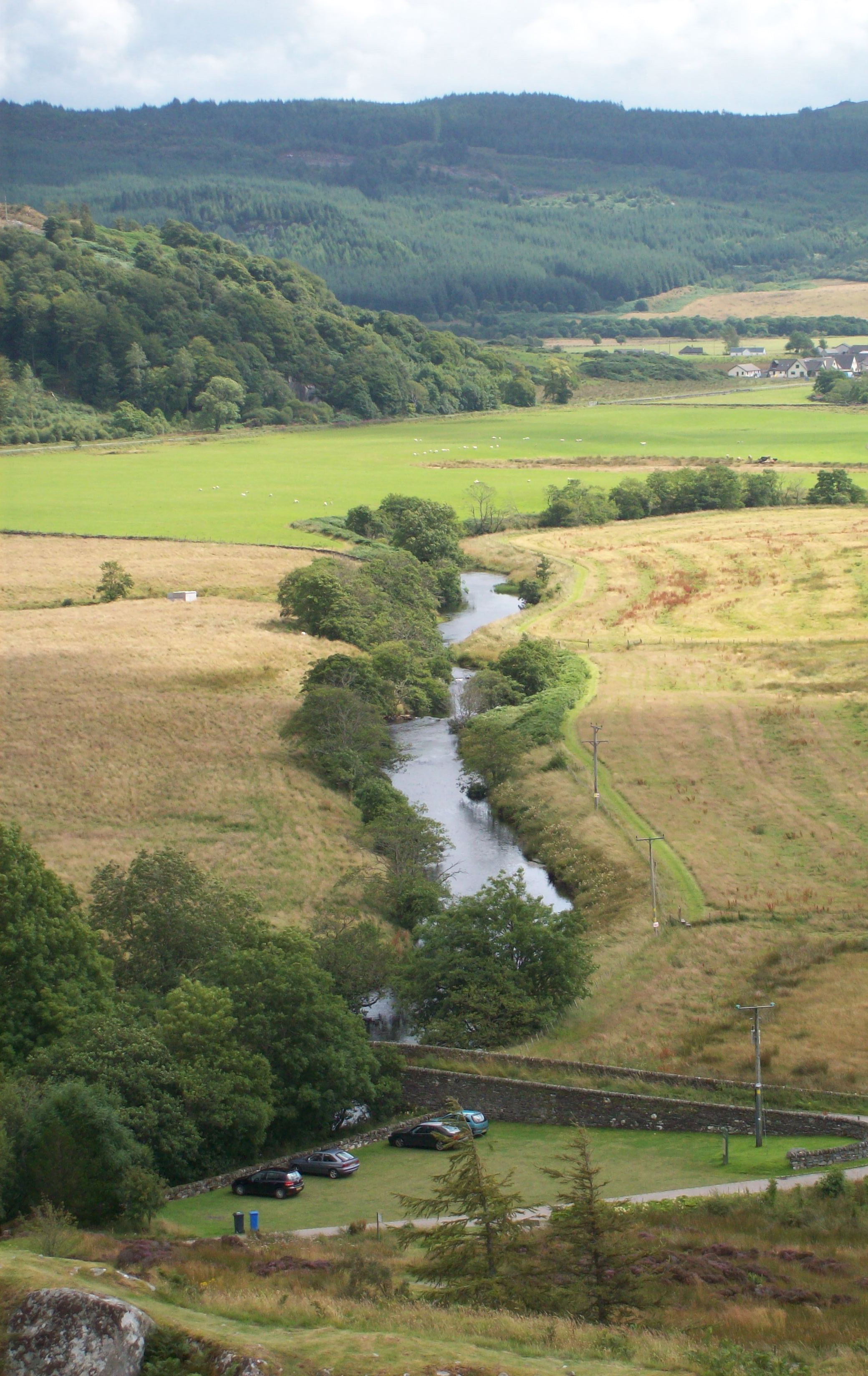
Uma vista do rio Add do alto de Dunaad
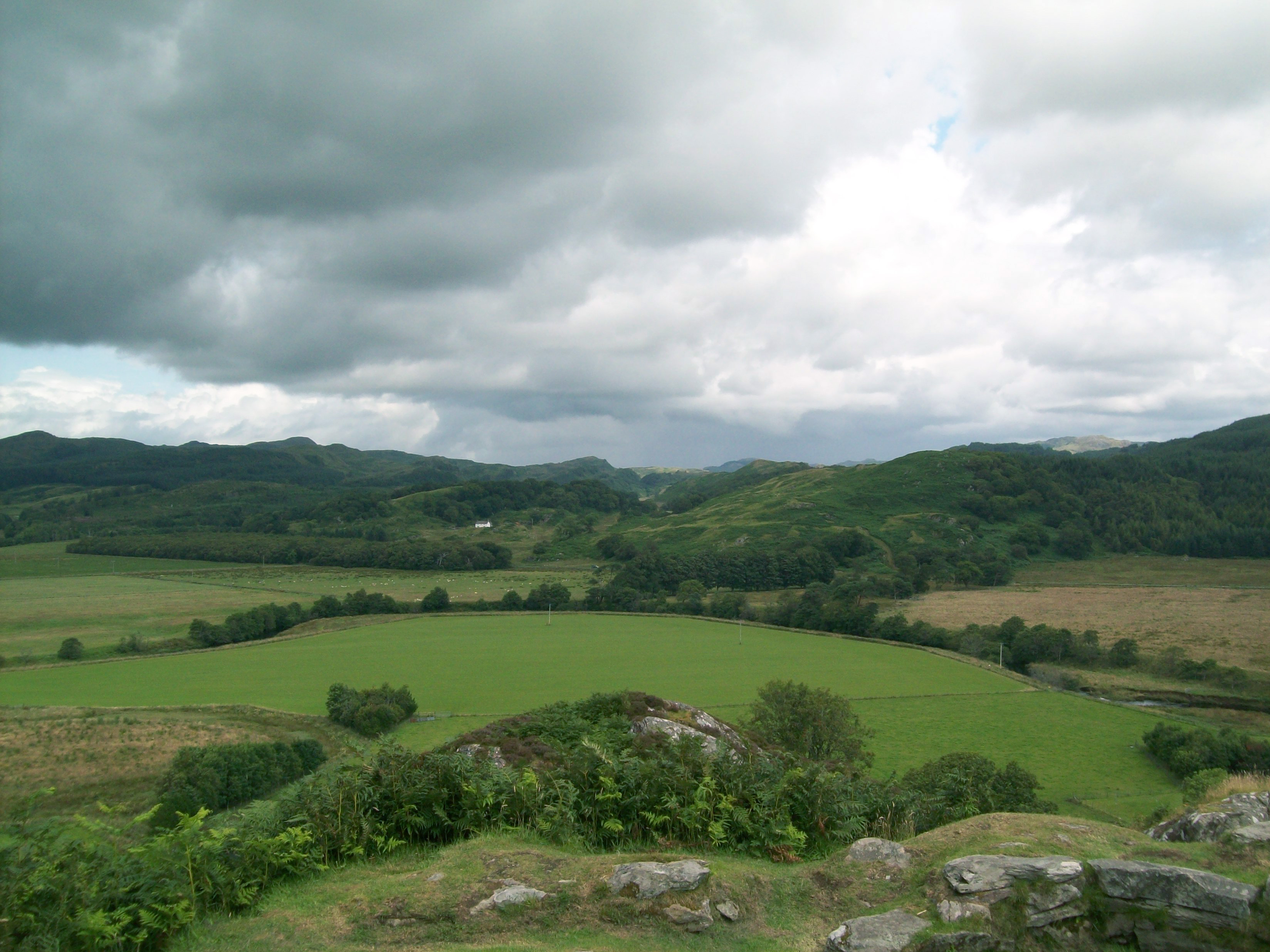
Uma vista da região em torno de Dunaad
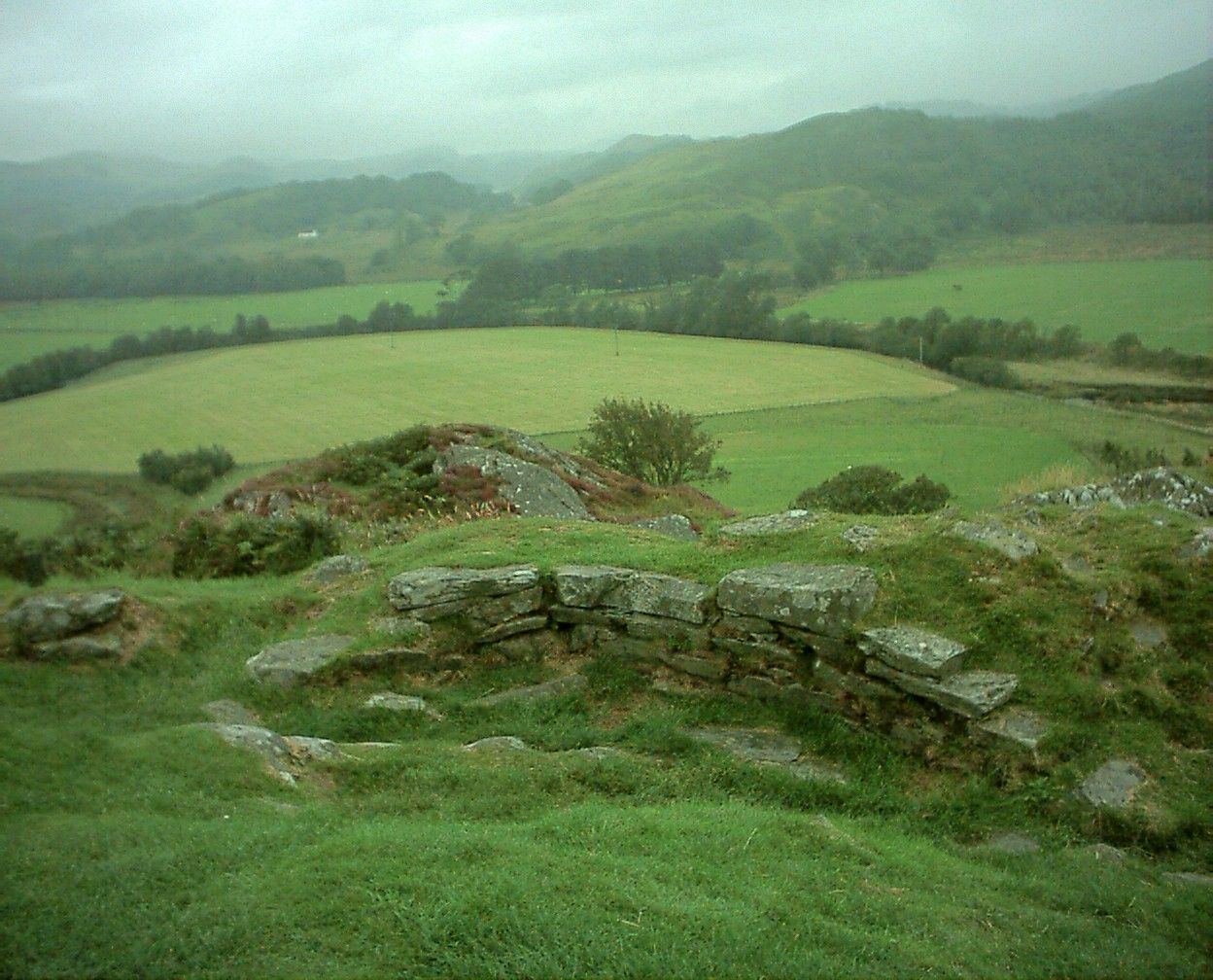
Castro de Dunadd - paisagem vista do alto de Dunaad
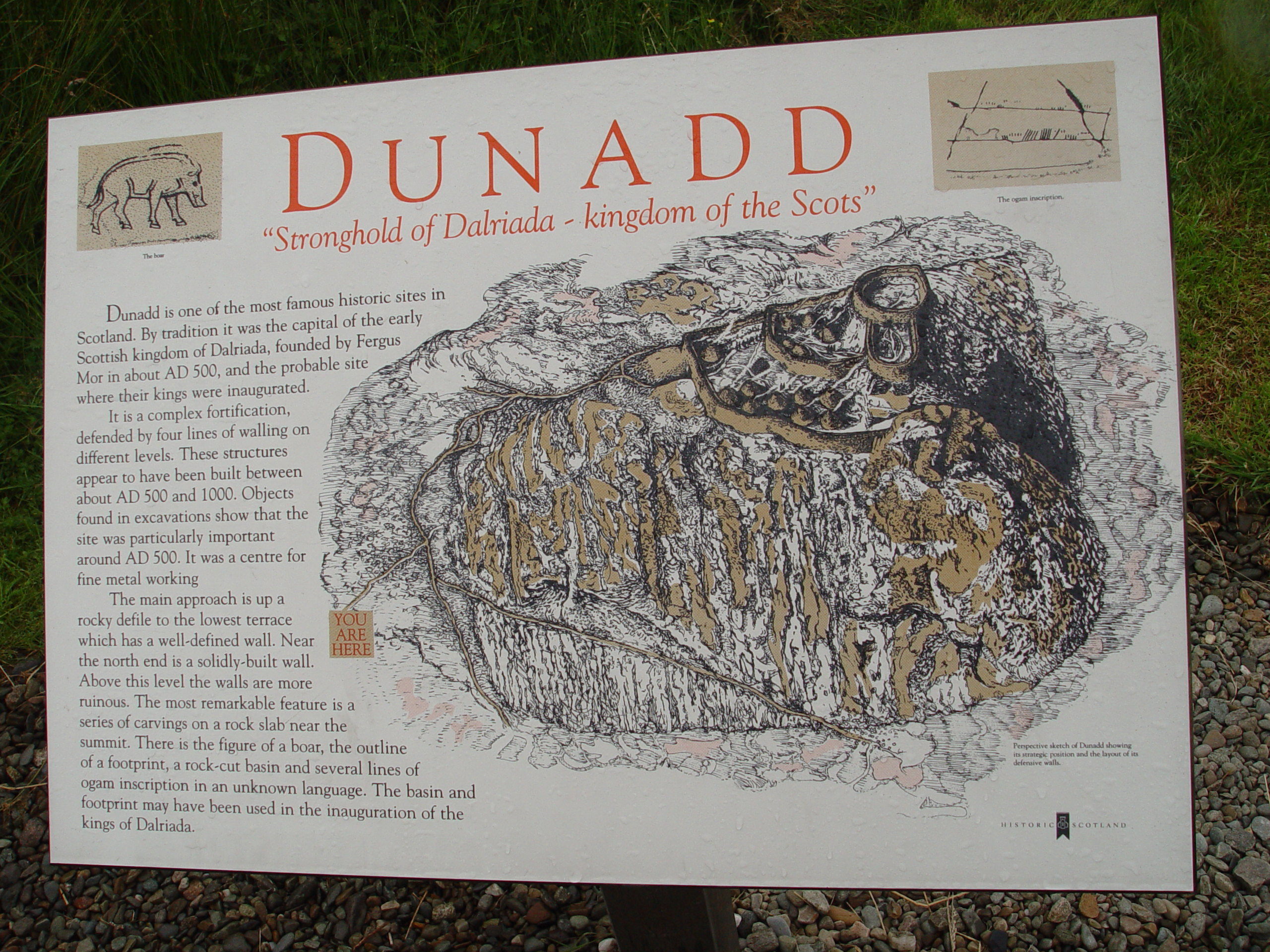
Mapa e aviso descritivo do local de Dunaad
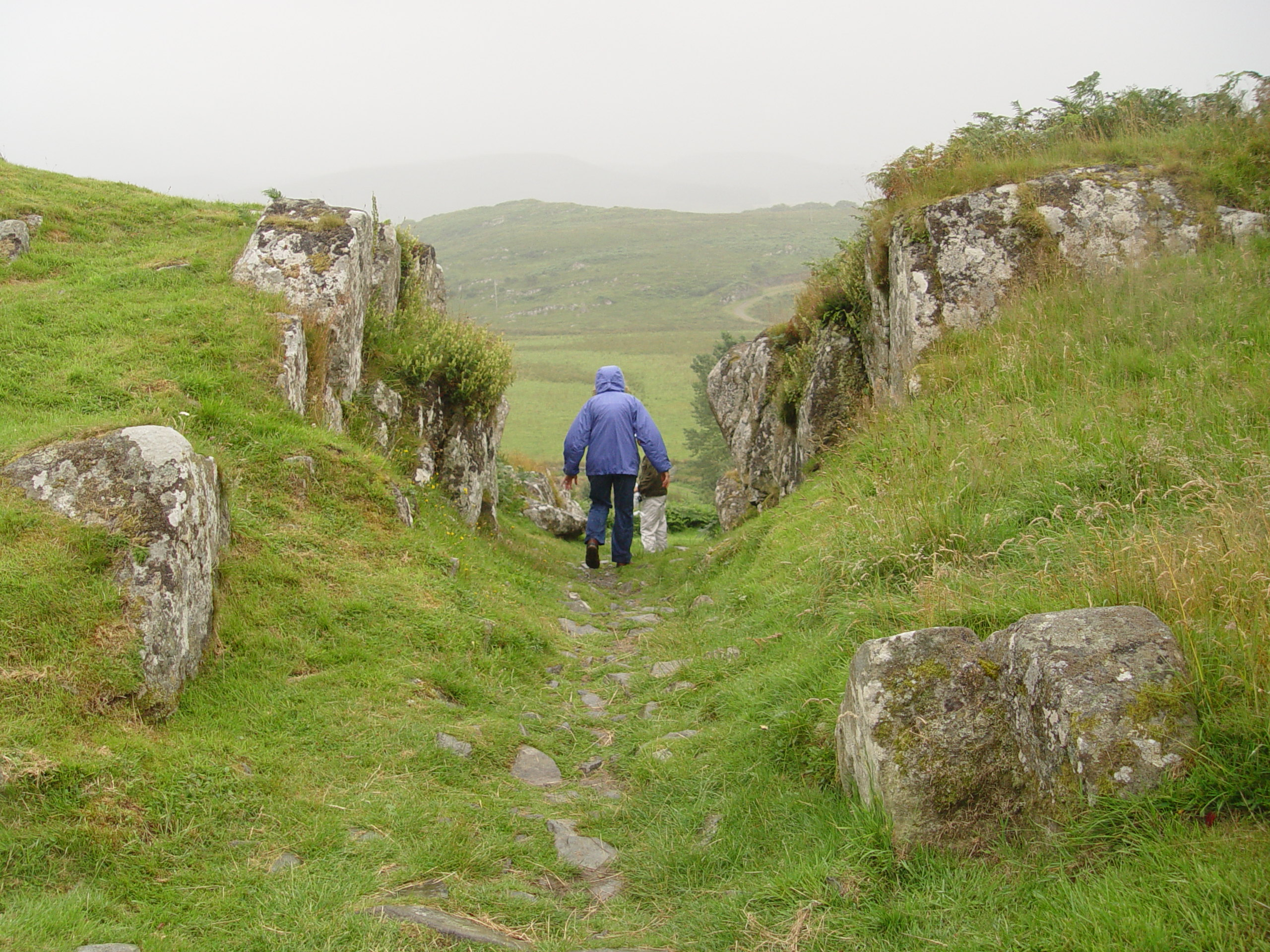
Trilha esculpida na rocha próxima ao topo
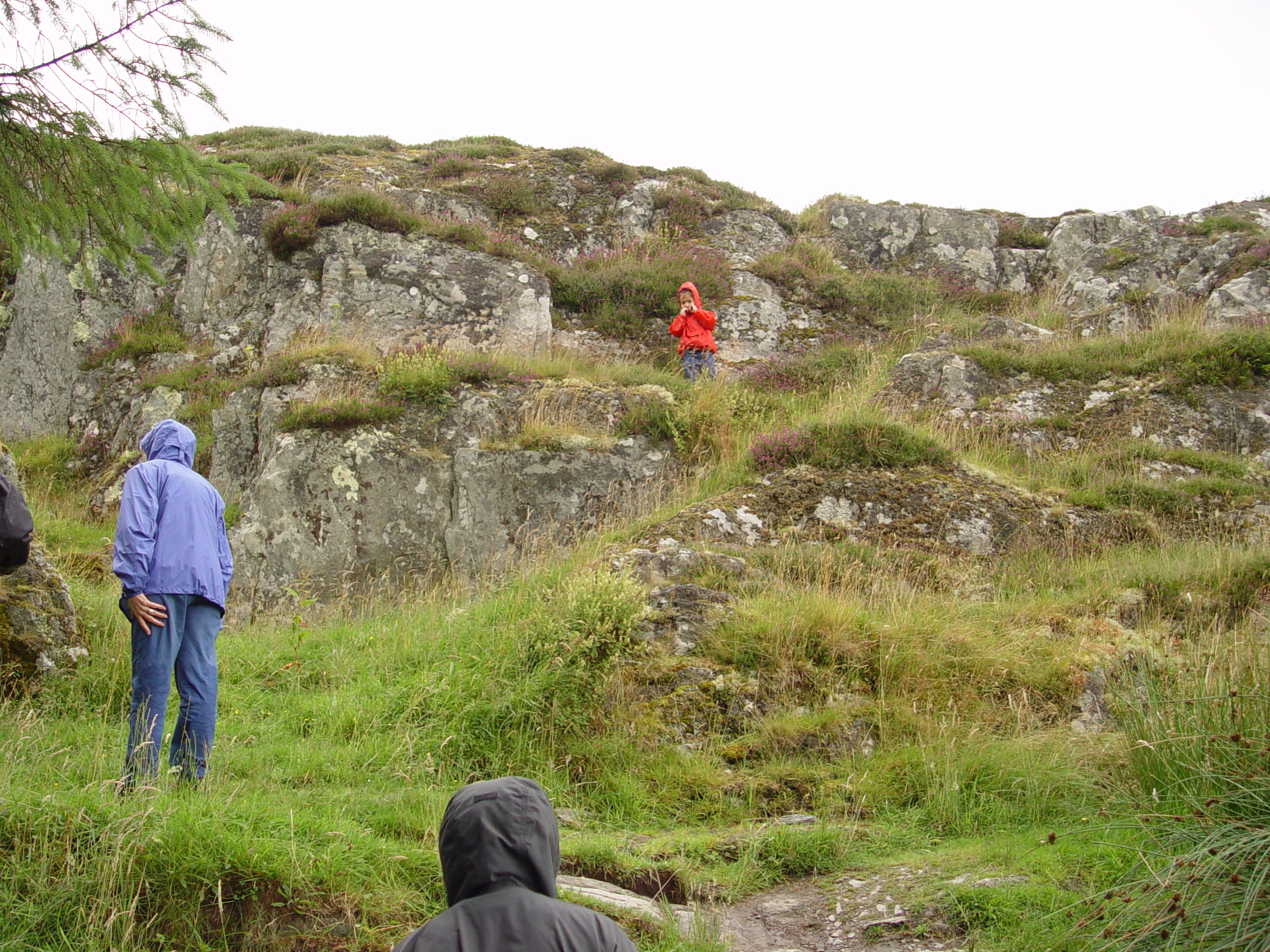
Encosta íngreme